# 舍本·卫斯里·伯纳姆
舍本·卫斯里·伯纳姆（英語：Sherburne Wesley Burnham，1838年12月12日—1921年3月11日）是一位美国天文学家。

## 简历
1838年12月12日，他出生在美国佛蒙特州塞特福德(Thetford)，父母名叫罗斯韦尔·奥·伯纳姆(Roswell O.Burnham)和玛琳达·伯纳姆(娘家姓富特)。他毕业于塞特福德专科学校，这也是他的最高学历程度。
1858年，他在纽约自学了速记，并成为内战时期新奥尔良联邦军队的一名随军记者。在新奥尔良，他购买了一本"以利亚·伯里特"(Elijah H. Burritt)撰写的《天体分布》，勾起了他对天文学的热情。战后，他搬到芝加哥，在那里做了20多年的法庭记者，但一到夜晚，他又是一位业余天文学家，其中有四年(1888年-1892年)曾在利克天文台做全职天文研究工作。1902年他放弃了芝加法庭记者的工作，从1897年到1914年，他成为耶基斯天文台的一名天文学家。。
1873年-1874年，他编制了一份双星星目表，成为英国皇家天文学会会员。他继续寻找和研究识双星，后来又发表了《1290颗双星总表》。1906年他出版了包含13665对双星的《伯翰双星星目表》。
50多年来，他一直把所有闲暇时间都用来观察和寻找天空中的双星。而瓦西里·雅可夫列维奇·斯特鲁维和奥托·威廉·冯·斯特鲁维早在多尔帕特(Dorpat)和普尔科沃天文台时，就使用23厘米和38厘米望远镜登记分类了大量的双星，19世纪40年代曾普遍认为，基本上所有可通过仪器看到的双星均已被发现。而伯纳姆使用15厘米(5.9英寸)望远镜，从1872年到1877年发现了451颗新的双星。意大利天文学家埃尔科莱·登博夫斯基帮助他测量了这些新发现的双星。伯纳姆杰出的工作才能也为他打开天文台的大门，使他接触到利克、耶基斯以及其他天文台更强大的观察设备，他一生总共发现了发现1340对双星。
伯纳姆所发现的第一个天体，将在半个世纪后被称为"赫比格-哈罗天体"—伯纳姆星云(现在被标注为HH255)。
1894年，他被授予英国皇家天文学会金质奖章，1904年法国科学院也颁发予他拉朗德奖(Lalande Prize)。1921年3月11日，他在芝加哥去世，享年82岁。
月球上的一座伯纳姆陨石坑和小行星834 伯纳姆就是以他的名字命名的。

## 备注
1. 1 2 3 4  (Cite dab|title=Burnham, Sherburne Wesley|author=Raymond Smith Dugan|year=1929)
2. ↑  Hockey, Thomas. . Springer Publishing. 2009  [August 22, 2012]. ISBN 978-0-387-31022-0. （原始内容存档于2014-03-12）.
3. ↑  . Le Moniteur scientifique du Doctor Quesneville. February 1905: 153–154.